# 八紘之基柱
八紘之基柱（あめつちのもとはしら）は、宮崎県宮崎市の平和台公園に位置する塔。現在の名称は「平和の塔」。また正面に彫られた「八紘一宇」の4文字から「八紘一宇の塔」ともいう。

## 歴史

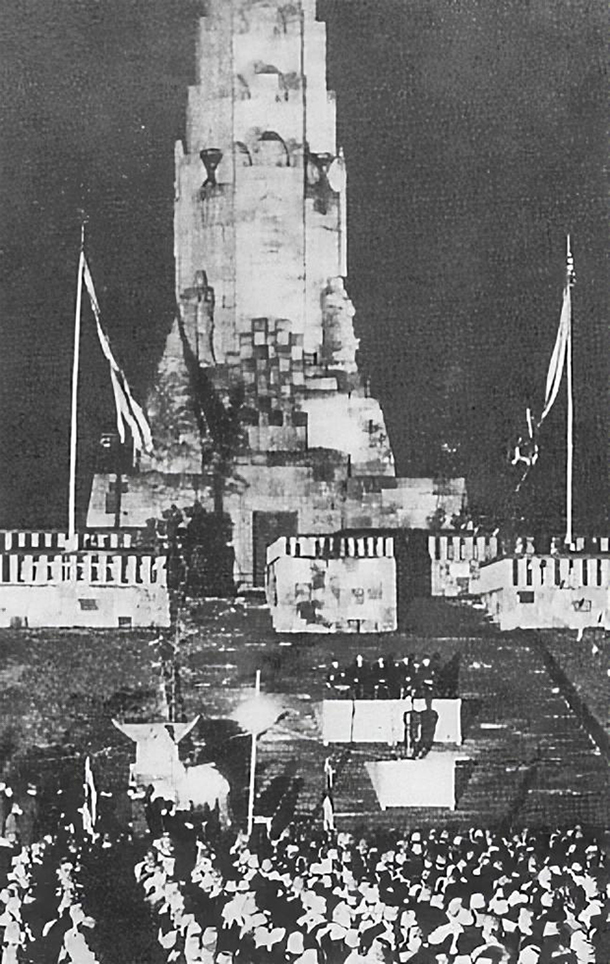
八紘之基柱竣工式

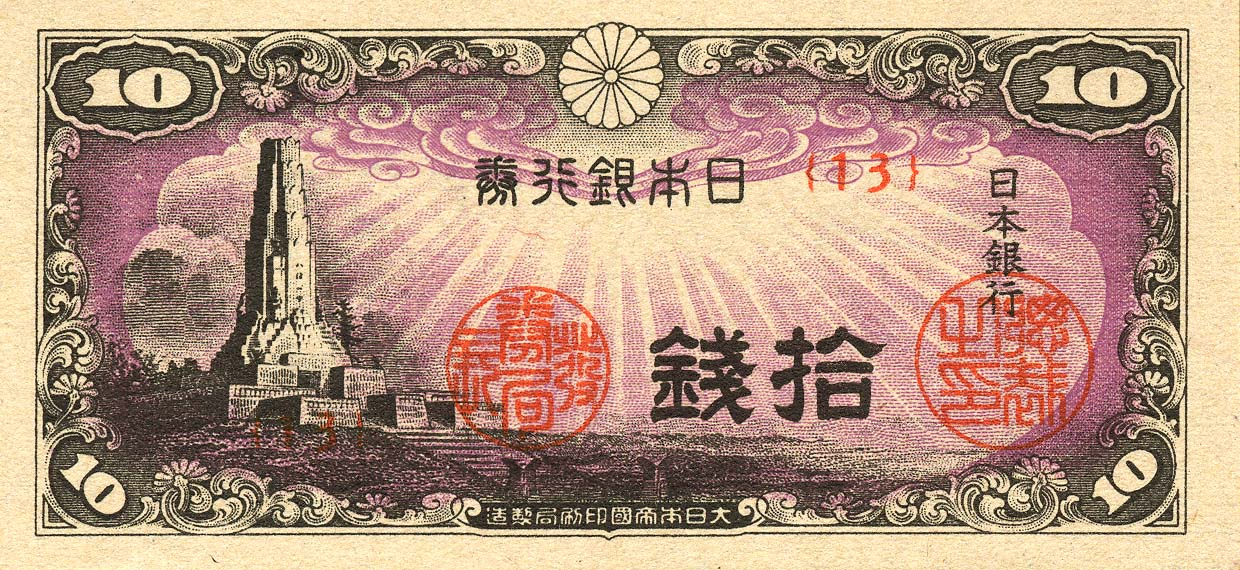
八紘之基柱の全景は、1944年に発行された十銭紙幣の表デザインに採用されている。

### 背景
1938年（昭和13年）にヒトラー・ユーゲントが来日した際、次長のラインホルト・シュルツェは、ナチス党員である日独文化協会主事のワルテル・ドーナートとともに宮崎県を査察した。シュルツェはそこで宮崎県で1935年に創設された集団勤労事業である祖国振興隊に大変感銘を受けたという。その結果、元宮崎県会議員の伊東岩男議員、栃木県会議員の木村浅七議員らが3月24日に衆議院に「祖国振興隊全国普及に関する建議案」を提案し、文部省事業として可決された。

### 塔の建造
建材の石は「宮崎県内の公的団体、各道府県の他、朝鮮総督府・台湾総督府・南洋庁、関東州等、当時の日本の植民地や日中戦争に出征している兵士から自主的な寄付があった。」とされていたが、宮崎県知事相川勝六が「献石への協力」を陸軍大臣で一夕会の板垣征四郎に求め、直後に陸軍省の通達という形で中国各地から石材を収集する事を現地部隊に命じていた事が旧防衛庁（現防衛省）に残る文書で判明した。
1940年の神武天皇即位紀元（皇紀）2600年を祝うにあたり、国は紀元二千六百年奉祝事業として宮崎神宮の拡大整備事業を行うことになった。
そして宮崎県当局も「紀元二千六百年宮崎県奉祝会」を立ち上げ、県を挙げて奉祝することになった。当時の知事相川勝六（奉祝会会長も兼任）は、「八紘一宇の精神を体現した日本一の塔」を作る事を提案し、実行に移すことになった。
相川知事は大阪毎日新聞・東京日日新聞（いずれも毎日新聞の前身）に頼み、この塔を設計する彫刻家を公募した。そして名乗りを上げたのが日名子実三である。日名子は「報酬は一文もいらぬから是非自分にやらせて下さい」と申し出て、相川知事も日名子の熱心さと彫刻家としての名声から、この申し出を了承することになった。相川知事は条件として、「何ヶ月間か宮崎県内を巡り、その風物に触れて構想を練ってほしい」と注文を出し、日名子もこれを受け入れた。そして宮崎神宮に参拝した際に、日名子は御幣を見てインスピレーションを感じ取って、これに盾を組み合わせたデザインにしたという。
場所について、相川知事は当初神武天皇縁の地である「皇宮屋（こぐや）」を考えていたが、県の幹部より皇宮屋の北部の台地を勧められ、実際に現地を訪れた結果、この地に建造することになった。
1939年（昭和14年）3月、日名子は模型を完成させ、相川知事の了解を得た。5月20日から工事開始。県内から動員された学徒を中心とする、延べ約6万人の労働により翌1940年（昭和15年）11月25日に完成し、高松宮宣仁親王を迎えて落成式典が行われた。

### 戦後

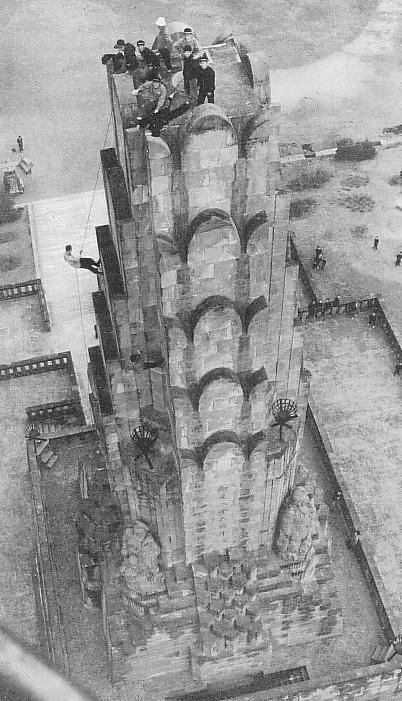
ロッククライミングの練習場にされた塔

戦後の1946年（昭和21年）にGHQの命により、「八紘一宇」の碑文と武人の象徴であった荒御魂（あらみたま）像が撤去された。塔内部の奉安庫に収納されていた秩父宮雍仁親王の揮毫「八紘一宇」も撤去・処分の対象となったが、宮崎県職員によって密かに運び出され、宮崎神宮の倉庫内に隠された。
1957年（昭和32年）、「平和の塔」に改称。一時はロッククライミングの練習場代わりに使われるほど荒廃した。
1962年（昭和37年）に荒御魂像が、1965年（昭和40年）に「八紘一宇」の文字が復元された。これらの復元を主唱した県観光協会会長の岩切章太郎に革新政党や労働組合が抗議に訪れたが、「日名子の芸術作品だから元に戻すのが当然」と追い返したという。
1964年（昭和39年）9月10日には、東京オリンピックの聖火リレーのスタート地点となった。「世界平和を謳うオリンピックの精神と『八紘一宇』は同義」との意見が広がるにつれ、平和のシンボルとして県民に親しまれるようになる。

## 構造
正面には「八紘一宇」の文字（秩父宮雍仁親王筆）が刻まれ、四方に武人である「荒御魂（あらみたま）」、商工人である「和御魂（にぎみたま）」、農耕人である「幸御魂（さちみたま）」、漁人である「奇御魂（くしみたま）」の信楽焼の四神像が配置されている。
塔内部は空洞になっており、「厳室」と呼ばれている。厳室入口の青銅製の扉には、神武天皇が美々津から出航する場面が彫られている。厳室内には、塔に彫られた「八紘一宇」文字の元となった秩父宮の真筆が安置されている。また日名子の作品である8個のレリーフ（大国主命国土奉還、天孫降臨、鵜戸の産屋、橿原の御即位式、明治大帝御東遷、紀元二千六百年興亜の大業、太平洋半球、大西洋半球）が架けられている。ただしこれらのレリーフは石膏でできており、劣化しやすいため、厳室内は原則非公開となっている。
高さは、36.4m。1,789個の切石（縦45センチ・横60センチ・幅15センチ）が礎石として使われている。
八紘之基柱について（日名子実三謹記）
※漢字は常用漢字に改めた。